# Јеврејска телеграфска агенција
Јеврејска телеграфска агенција (енгл. Jewish Telegraphic Agency - JTA) је основана 6. фебруара 1917. године у САД. Оснивач је био Јакоб Ландау. У то време водила се жестока дискусија о могућем уласку Сједињених Америчких Држава у Први светски рат са једне стране, са друге стране бивала је јака имиграција Јевреја у САД пореклом из земаља из источне Европе. Циљ ЈТА биле су вести широм света из јеврејске перспективе.
Сходно свом начелу ЈТА се разуме за политички неутрална и ниједној грани Јудаизма привежена. Данашње седиште је у Њујорку, у управи се налазе представници свих јеврејских религиозних праваца и из ционизма.